# Журавель Олексій Федорович
Олексій Федорович Журавель (* 8 березня 1945, с.  Кривець Буцького району Київської області УРСР — † 13 жовтня 2006, м. Київ)  — український мистецтвознавець, член Національної спілки художників України

## Біографія
Закінчив у 1969 році Київський художній інститут.
В 1969-1976 роках працював редактором у видавництві «Радянська школа».
В 1976-1987 роках працює завідувачем відділу образотворчого мистецтва газети «Культура і життя».
З 1987 по 1991 рік — головний редактор журналу «Образотворче мистецтво».
З 1992 по 2005 рік — начальник відділу місцевої преси Національного інформаційного агентства «Укрінформ».

## Творчі здобутки
Як мистецтвознавець, Олексій Федорович Журавель «розробив концепцію національної своєрідності українського пейзажу в живописі та графіці, обґрунтувавши його органічний зв'язок із національною психологією, лірико-романтичною поезією та українським фольклором (зокрема народними піснями)».
Підготував альбом «Анатолій Пономаренко» (К., 1986).
Автор статей:
- «Утвердження реалістичного методу в українському радянському пейзажі 20-х рр.» (1980, № 5);
- «Мудре натхнення майстра» (1986, № 6);
- «Видатний майстер пейзажу» (1991, № 3);
- «Без глухомані: До питання про школу українського пейзажного малярства» (1997, № 1) та інші.